# Pop it

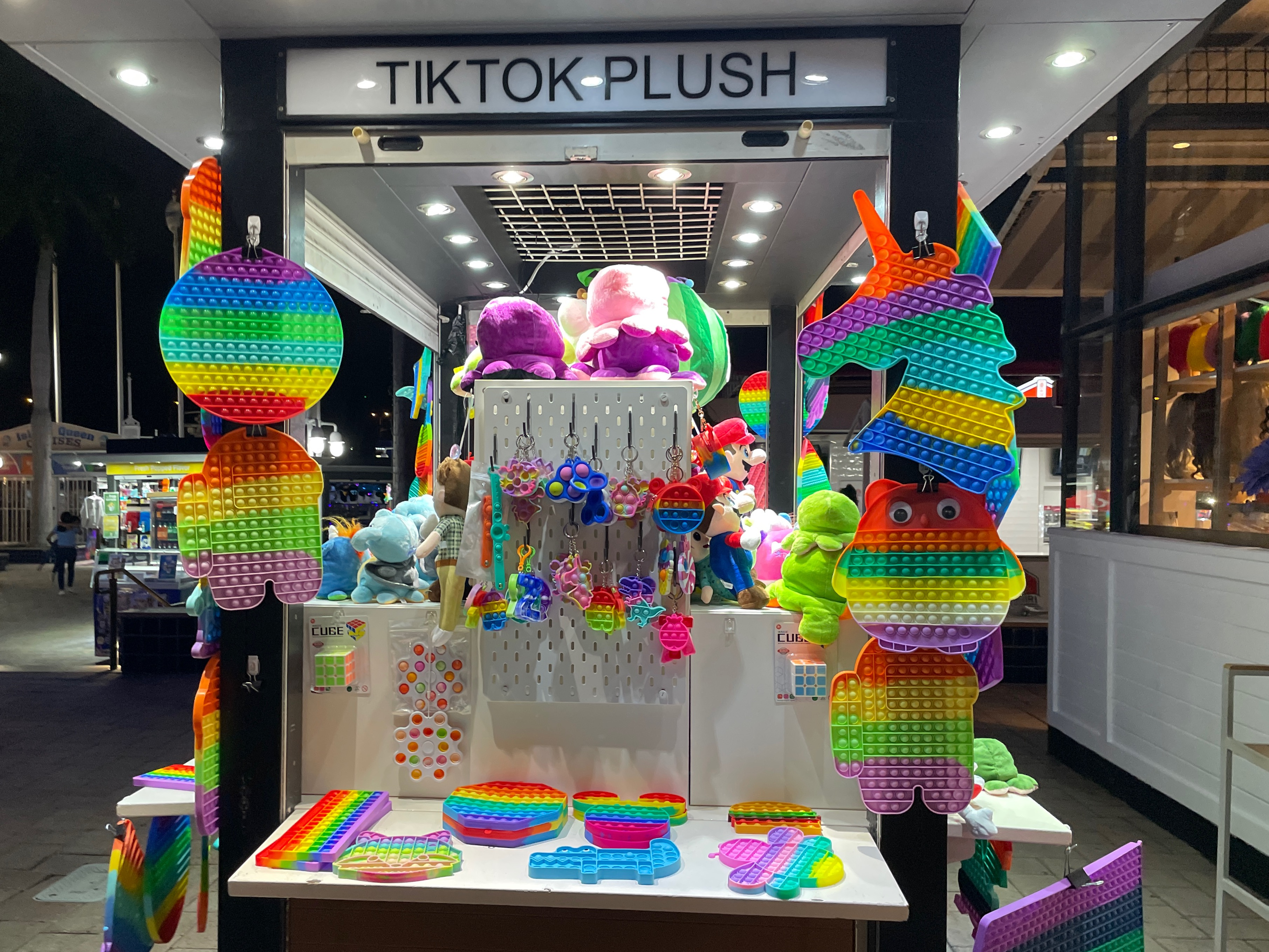
Pop its in verschiedenen Formen wie in der Gestalt eines Einhornkopfes, einer Eule und des Crewmate aus Among Us

Pop it (von englisch pop it als Aufforderung „etwas platzen“ zu lassen, auch Push pop) ist ein Spielzeug, das aus Silikon besteht und halbkugelförmige Wölbungen enthält, die mit den Händen leicht umgestülpt werden können. Dabei kommt es zu einem Geräusch, das an das Platzen von Bläschen in Luftpolsterfolie erinnert. Es soll dem Stressabbau dienen und das Gefühl des Zerstörens von Luftpolsterfolie imitieren, wobei das Pop it mehrfach verwendet werden kann.
Die Silikonplatten sind meist in verschiedenen Farben eingefärbt und werden oft in Motive geformt. Bei der Herstellung werden Silikonstücke in erhitzten Formen in die gewünschte Gestalt gepresst.

## Geschichte und Entstehung
1975 erfanden Theo Coster und seine Frau Ora Coster, die eine Vielzahl an Spielen eingeführt haben, den Prototyp von Pop it, der in Form eines Dreiecks geschnitten war. Jedoch fand sich lange kein Käufer, der dieses Spielzeug herstellen wollte.
Im Jahr 2009 kaufte FoxMind die Idee und begann erstmals das Spielzeug herzustellen. 2019 schlossen FoxMind und sein Geschäftspartner Buffalo Toys einen Vertrag mit der US-amerikanischen Einzelhandelskette Target. Dieser legte den Namen Pop it! fest und bedingte eine Einführung weiterer ähnlicher Spiele unter dem Namen Go PoP! Der Name Pop it! wurde später zu einem Gattungsbegriff für alle Noppenspiele.
Daraufhin wurde das Spielzeug durch soziale Medien bekannt, was zahlreiche Nachahmer zur Folge hatte. 2021 erlangte Pop it durch die Webvideoplattform TikTok große Popularität und wurde zu einem Trendspielzeug. Besonders im Zuge der COVID-19-Pandemie und einhergehender Schutzmaßnahmen wie Quarantäne und Lockdowns wurde Pop it, das man alleine zu Hause spielen kann, populär.

## Spielweisen und Nachahmer
Normalerweise lässt sich Pop it alleine spielen, doch es gibt auch andere Verwendungsweisen für das Spielzeug. So besteht die Möglichkeit, zu zweit ein Strategiespiel durchzuführen. Dabei darf jeder Spieler nacheinander eine beliebige Anzahl von Noppen in einer Reihe drücken. Wer die letzte Noppe auf dem „Spielfeld“ drückt, hat verloren. Auch lassen sich Eishalbkugeln herstellen, indem man Wasser in die Noppen gießt und es einfriert. Auch Pralinen lassen sich in der Noppenform herstellen. Aufgrund von möglichen gesundheitlichen Risiken, die durch Silikone hervorgerufen werden können, ist von dieser Verwendung abzuraten.
Mittlerweile existieren verschiedenartige Nachahmer des ursprünglichen Spiels. So finden sich Noppenplatten auf Handyhüllen oder in Form von Puzzles.

### Simple Dimple
Das Simple Dimple (von engl. simple dimple für „einfaches Grübchen“, auch Simpl Dimpl) ist eine Unterart von Pop it. Der wesentliche Unterschied ist die Größe. Im Simple Dimple sind nur wenige Noppen integriert, die zudem in einer Hartplastikfassung gerahmt sind. Zudem sind die Noppen im Gegensatz zu denen vom Pop it unterschiedlich groß. Simple Dimples sind daher als Schlüsselanhänger zu finden.

## Verwendungszwecke
Pop its sollen wie andere Fidget-Toys bei ADHS-Patienten auf Emotionen regulierend wirken. Aber auch im Alltagsleben soll das Spielzeug behilflich sein können: Gleichsam einem Handschmeichler soll es Stress abbauen, Ruhe stiften und Langeweile beseitigen können. Negative Gedanken und Ängste sollen ausgeblendet werden können, da die Aufmerksamkeit auf das Spiel gelenkt werde.